# Blanca Andreu
Blanca Andreu, née le 4 août 1959 à La Corogne (Espagne), est une poétesse espagnole.

## Biographie
Née à La Corogne, Blanca Andreu déménage très tôt à Orihuela où elle passe son enfance et son adolescence. Pendant ses études à l'école Jesús María de San Agustín, elle obtient en 1973 un prix dans le concours Coca-Cola Young Talent pour sa nouvelle Mi pueblo o ciudad y su paisaje.
Elle commence des études universitaires de philologie à Murcie, puis déménage à Madrid pour les poursuivre et finalement les abandonner et se consacrer uniquement à la poésie. Elle émerge très tôt dans le paysage littéraire et s'y fait vite une réputation.
En 1980, elle obtient le Prix Adonáis de poésie avec De una niña de provincias que se vino a vivir en un Chagall, une œuvre à caractère surréaliste et considérée comme le point de départ de la «post-nouvelle génération». Ce prix lui a permis de se consacrer exclusivement à la littérature, en contribuant à des magazines et des journaux et en faisant des lectures de poésies.
En 1981, elle reçoit le prix Gabriel Miro Short Story et en 1982 le Premio Mundial de Poesía Mística de la fondation Fernando Rielo avec son livre Báculo de Babel, ainsi que le prix Icaro de Literatura a la nueva Creacion. Cette même année, Blanca rencontre le romancier Juan Benet, qu'elle épouse en 1985. Quelques années plus tard, en 1988, elle publie Capitan Elphistone, qui comprend le poème Fable de la fontaine et du cheval, choisi pour terminer l'anthologie Les mille meilleurs poèmes de la langue espagnole, ouvrage qui fait l'objet de constantes rééditions.
Après la mort de son époux, en 1993, elle s'installe à La Corogne et retourne régulièrement à Orihuela où réside sa famille. Tout d'abord parait en 1994 El sueño oscuro, une compilation de ses poèmes écrits entre 1980 et 1989. Puis en 2001, elle publie La tierra transparente, qui reçoit le prix de poésie Laureà Mela.
Après un long silence, elle sort son ouvrage Los archivos griegos en 2010.

## Regards sur l'œuvre
La trajectoire littéraire d'Andreu s'éloigne progressivement du surréalisme initial pour aller vers une parole plus simple et plus profonde, en marge des tendances et de la mode.
Ses thèmes favoris sont l'amour, le temps qui passe, l'enfance, la mort et la nature.

Cependant, dès ses premières œuvres, elle n'hésite pas à parler, pour la première fois dans la poésie espagnole, de la drogue et de son éternité de craie :
| Espagnol | Français (trad. Google) |
| --- | --- |
| Duermo en la misma sábana de arsénico, la misma tela de hilo de cicuta bordada con la trenza de una agujita antigua, la misma tela que impidió los sueños del alto incienso blanco, la eternidad de tiza. | Je dors sur la même feuille d'arsenic, le même tissu de fil de pruche brodé avec la tresse d'une vieille aiguille, le même tissu qui empêchait les rêves de l'encens blanc élevé, l'éternité de craie. |

Extrait de De una niña de provincias que se vino a vivir en un Chagall.

## Publications en espagnol
- (es) Blanca Andreu, De una niña de provincias que se vino a vivir en un Chagall, Madrid, Hiperión, 1980, 60 p. (ISBN 978-84-321-2068-8)
- (es) Blanca Andreu, Báculo de Babel, Madrid, Hiperión, 1982, 60 p. (ISBN 978-84-7517-113-5)
- (es) Blanca Andreu, Elphistone, Madrid, Visor, 1988, 69 p. (ISBN 84-7522-224-2)
- (es) Blanca Andreu, El sueño oscuro, poesía reunida, 1980-1989, Madrid, Hiperión, 1994, 181 p. (ISBN 84-7517-403-5)
- (es) Blanca Andreu, La tierra transparente, Madrid, Sial, 2002, 110 p. (ISBN 84-95498-46-4)
- (es) Blanca Andreu, Los archivos griegos, Séville, Fundación José Manuel Lara, 2010, 96 p. (ISBN 978-84-96824-57-7)

## Traduction en français
- Laurence Breysse-Chanet (trad. de l'espagnol), Le bâton de Babel ; précédé de D'une petite fille de province qui vint vivre dans un Chagall : poèmes, Paris, Éd. de la Différence, coll. « Le fleuve et l'écho », 1992, 152 p. (ISBN 2-7291-0787-8)

## Récompenses
- Adonáis de Poesía en 1980.
- Cuentos Gabriel Miró en 1981.
- Mundial de Poesía Mística, Fernando Rielo en 1982.
- Ícaro de Literatura en 1982.
- Internacional de Poesía Laureà Mela en 2001.